# Ладейщиков Віктор Леонідович
Віктор Леонідович Ладе́йщиков (нар. 23 червня 1928, Великий Істок — пом. 23 листопада 1987, Київ) — український радянський живописець; член Спілки радянських художників України з 1956 року.

## Біографія
Народився 23 червня 1928 року в селі Великому Істоці (нині Свердловська область, Росія). 1950 року закінчив Свердловське художнє училище; 1956 року — Київський художній інститут, де навчався у Карпа Трохименка.
Жив у Києві, в будинку на вулиці Березняківській, № 4, квартира № 85. Помер у Києві 23 листопада 1987 року.

## Творчість
Працював в галузі станкового живопису. Створював переважно тематичні картини у стилі соцреалізму. Серед робіт:
- «Приїхав» (1956);
- «У райкомі» (1960);
- «На Батьківщині» (1964, у співавторстві з Володимиром Давидовим);
- «Перед далекою дорогою» (1964);
- «У рідному домі» (1967);
- «Самодіяльність» (1975);
- «Суд над поліцаєм» (1976).

Брав участь у республіканських виставках з 1950 року, всесоюзних — з 1956 року.